# The Conjuring: Last Rites
The Conjuring: Last Rites (titulada El Conjuro 4: Últimos Ritos en Hispanoamérica y Expediente Warren: El último rito en España) es una próxima película de terror sobrenatural estadounidense de 2025, cuyo guion está siendo escrito por David Leslie Johnson-McGoldrick. La película será una secuela de The Conjuring (2013), The Conjuring 2 (2016) y The Conjuring: The Devil Made Me Do It (2021), siendo así la novena entrega de The Conjuring Universe. Patrick Wilson y Vera Farmiga volverán a interpretar sus papeles de los investigadores paranormales Ed y Lorraine Warren, con James Wan y Peter Safran produciendo el proyecto.
El caso que inspira a la película El Conjuro 4 fue un incidente en el que las hijas de un matrimonio Jack y Janet Smurl vieron siluetas negras sobre sus camas. El matrimonio Warren no logró resolver el caso.
The Conjuring: Last Rites está programado para estrenarse en los Estados Unidos el 5 de septiembre de 2025 por Warner Bros. Pictures.

## Reparto
- Vera Farmiga como Lorraine Warren
- Patrick Wilson como Ed Warren
- Shannon Kook como Drew Thomas
- Mia Tomlinson como Judy Warren
- Ben Hardy como Tony Spera
- Steve Coulter como Padre Gordon

## Producción

### Desarrollo
Antes del lanzamiento de The Conjuring: The Devil Made Me Do It en mayo de 2021, el director Michael Chaves comentó en una entrevista con la revista Empire sobre la posibilidad de futuras entregas de la saga The Conjuring: "Lo que [The Devil Made Me Do It] hace es abrir este nuevo capítulo para los Warren. Tiene un final único para las películas de The Conjuring. Me encantaría ver a dónde podría llegar a partir de ahora". Los actores Patrick Wilson y Vera Farmiga también han expresado interés en retomar sus papeles. "Dios mío, me encantaría [continuar]", afirmó Farmiga. "Es interesante, tenemos que aumentar el miedo en cada uno. La demonología ya es muy aguda y operística."
En octubre de 2022, The Hollywood Reporter reveló que se estaba desarrollando una cuarta película de The Conjuring con David Leslie Johnson-McGoldrick escribiendo el guion y James Wan y Peter Safran regresando como productores.
En abril de 2023, se reveló oficialmente que el título de la película era The Conjuring: Last Rites.
Antes del lanzamiento de La monja II en septiembre de 2023, Chaves declaró que es probable que continúe el trabajo en el guion, afirmando que el proyecto debe ser visto como un "final" de las historias de la franquicia

## Estreno
The Conjuring: Last Rites se estrenará en los Estados Unidos el 5 de septiembre de 2025.

## Conexión
Durante la escena poscréditos de La monja II se observa que los Warren reciben una llamada proveniente del Padre Gordon, quien les está llamando para investigar un nuevo caso que posiblemente se vea en esta nueva entrega.